# 美國陸軍特種部隊
美國陸軍特種部隊（英語：United States Army Special Forces），綽號「綠扁帽」（Green Berets），是美國陸軍的特種部隊，部隊制服包括知名的綠色貝雷帽。隸屬於美國特種作戰司令部，肩負六大任務，包括非常規戰爭、反叛亂、特別偵察、直接行動、拯救人質及反恐怖主義。其中非常规战争和在敌占区进行游击战是美國陸軍特種部隊的最主要任务。

## 名稱用詞
美国军方所引述的「陆军特种部队」專指美國陸軍特種部隊也就是綠扁帽，縱然三角洲部队亦隸属于陆军特种部队范畴，不過其编制和指挥均完全不同。在美軍官方定義的“特種部隊”一詞只有適用於上述的綠扁帽部隊和三角洲部隊，至於其他的美國特種作戰單位因為作戰單位的高專業性與規定要求都是統一稱為“特種作戰部隊”。

## 任務
第十特種作戰群是第一個被調配在綠扁帽的特戰群，其目的是為了要在讓非常規戰爭的部隊部署在西歐以因應當時的華沙公約。當美國介入東南亞的事務時，美國了解到讓專業人員訓練游擊部隊可以幫助友邦抵擋敵方的游擊軍。於是綠扁帽多了一項新的任務，在友邦進行反叛亂（Foreign Internal Defense （FID）），以直接的援助及聯合指揮來執行反游擊（counter-guerrilla）的作戰行動。
合格的綠扁帽隊員，擁有先進的作戰技巧以及能了解當地語言和文化。儘管他們擁有直接行動的能力，但不像其他部隊如遊騎兵，是以「公開的」直接突襲行動為主要任務取向。相反地，他們被訓練來執行「隱密的」直接作戰行動，以及其他任務如特別偵察行動、維和行動、反武器擴散（counter-proliferation）以及具戰略性質的任務。在所獲得的戰略情報，他們會回報給美國特種作戰司令部或是地區性的美軍聯合作戰司令部。
不管是在處於調配中或是在營中，綠扁帽的成員們都是處在一段長時間孤立的環境中並緊密地合作以及依賴彼此。也因為如此，他們也建立了在綠扁帽中特屬的情感以及長年間的個人歸屬。
另外，中央情报局麾下的准军事单位特別活動中心也经常从绿扁帽中招募队员。

## 组织结构

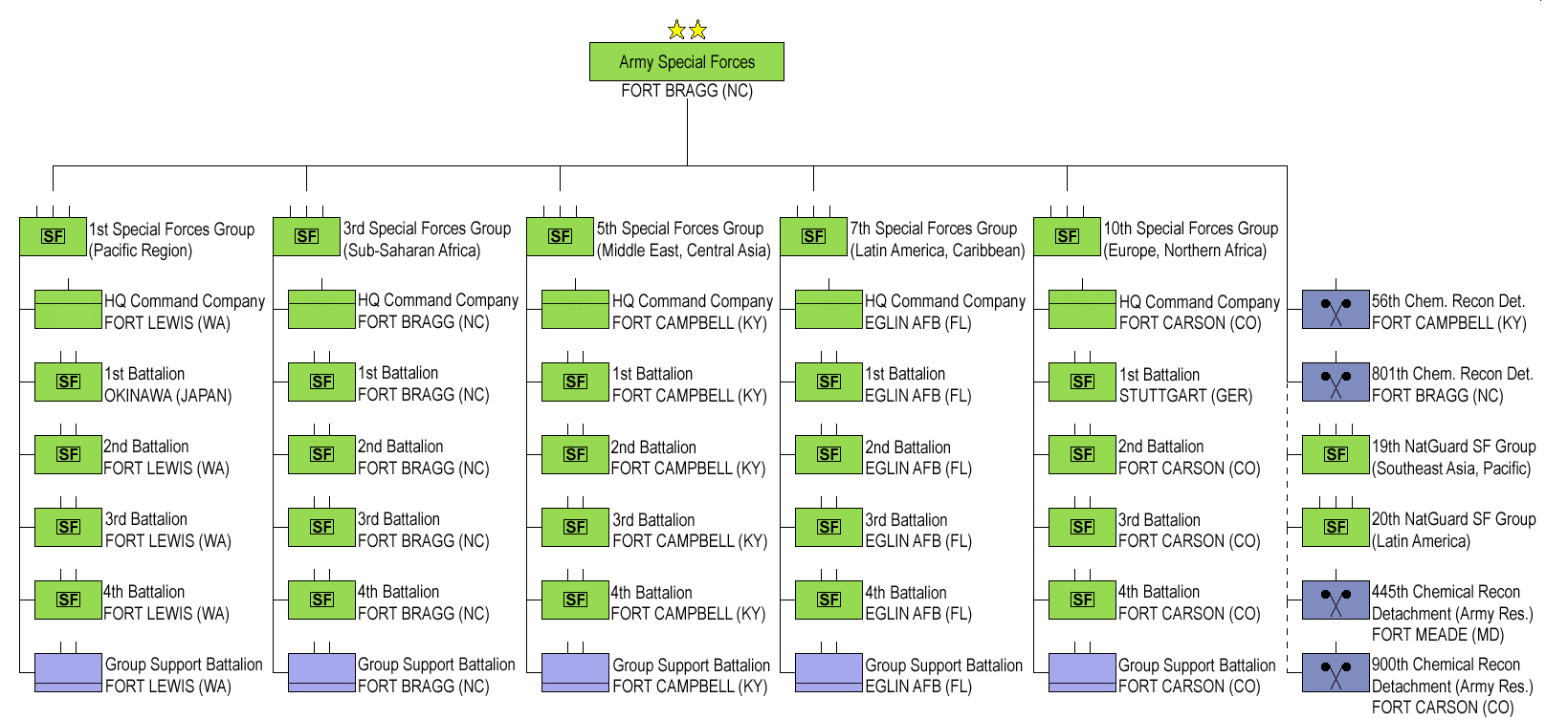
美國陸軍特種部隊司令部的組織架構

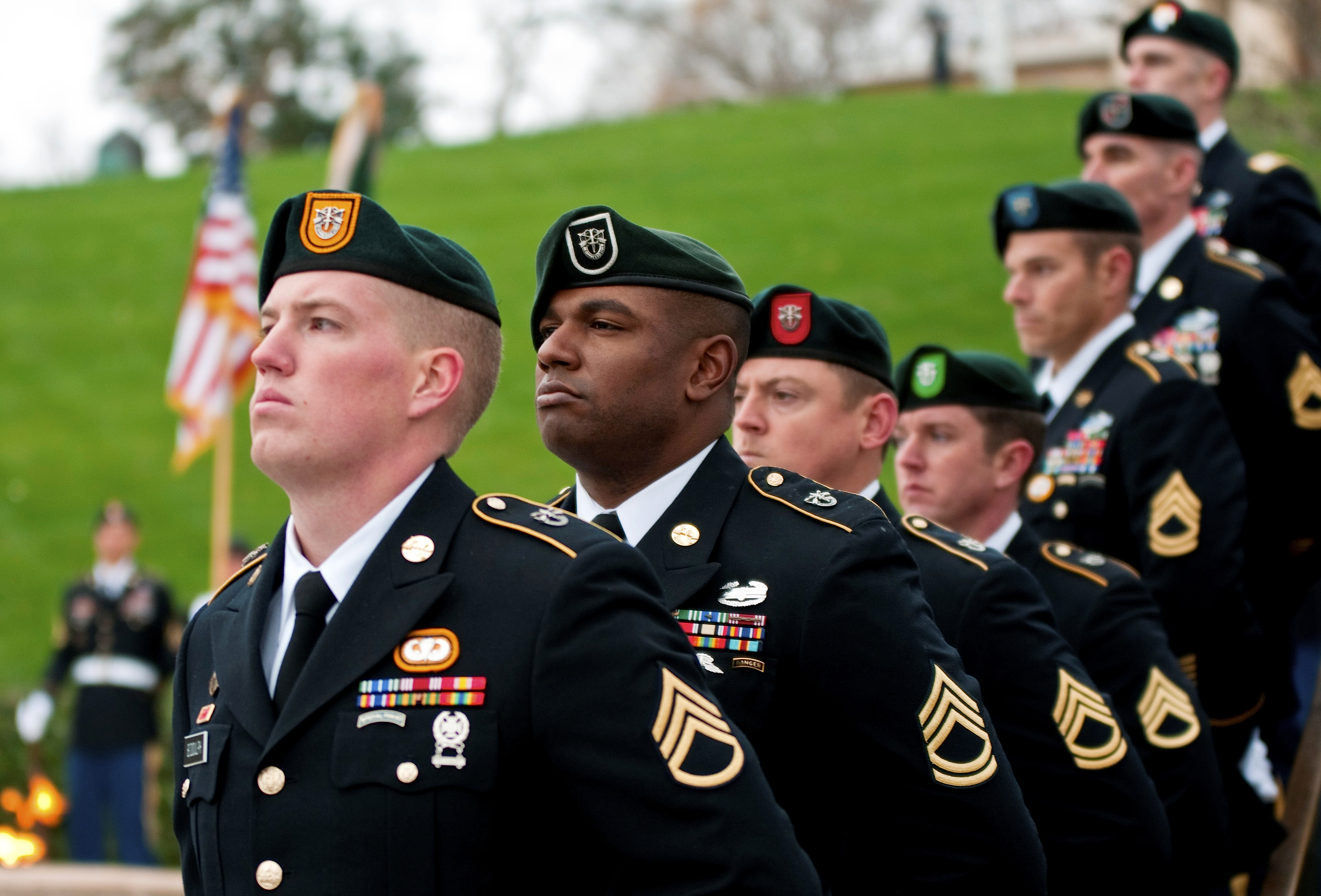
2011年7名绿扁帽士兵肯尼迪特种作战训练中心行礼

绿扁帽被分为5个现役（Active Duty）特种作战群和两个陆军国民警卫队特种作战群，每一个特种作战群的都有自己专职负责的地区。通常情况下，一个特种作战群，下辖3个特种作战营。出于反恐战争的需要，许多特种作战群（包括国民兵体系下的2支特种作战群）经常跨区域执行任务，例如第19特种作战群和第20特种作战群，已经被部署在伊拉克和阿富汗多次。

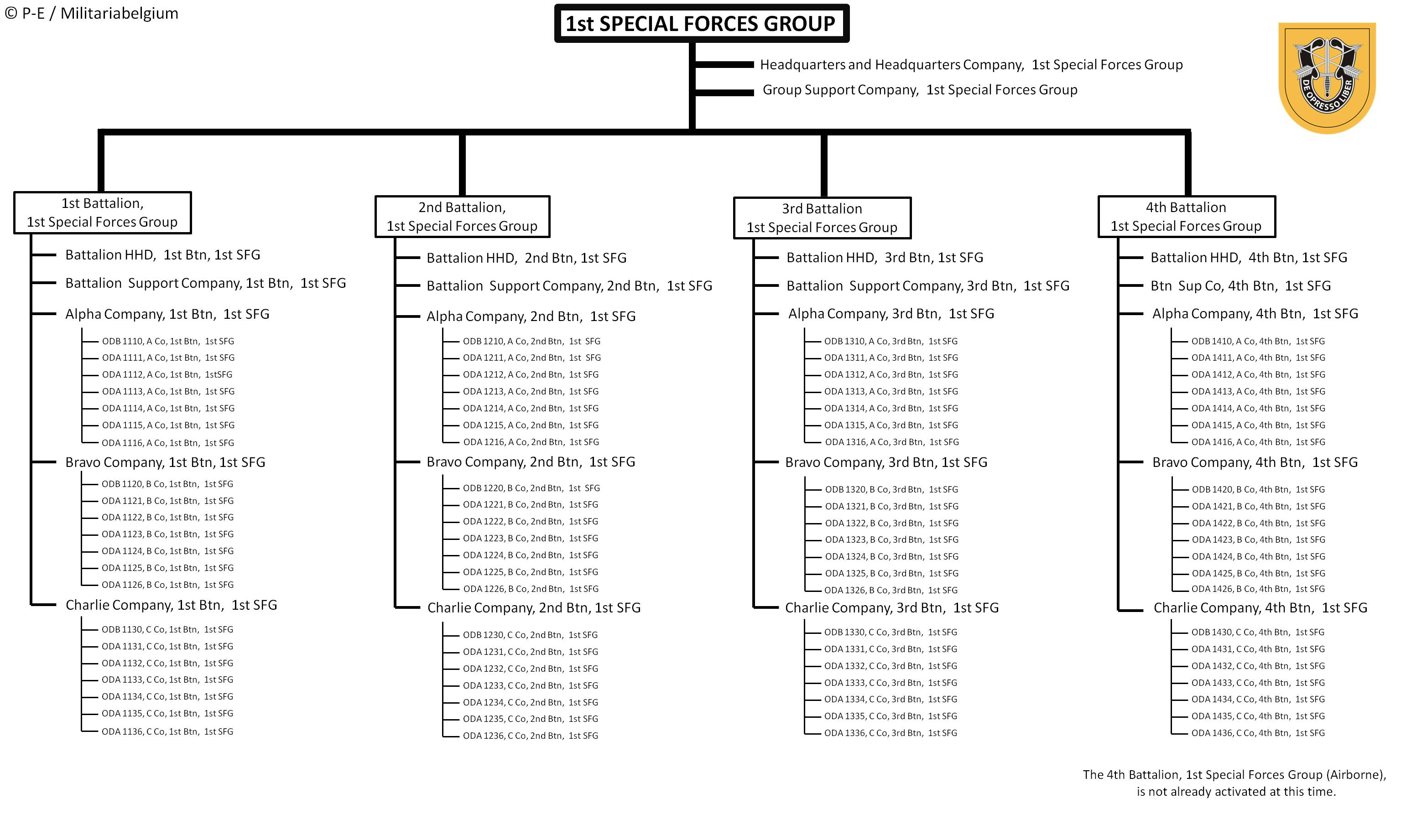
Current structure of the 1st SFG(A)
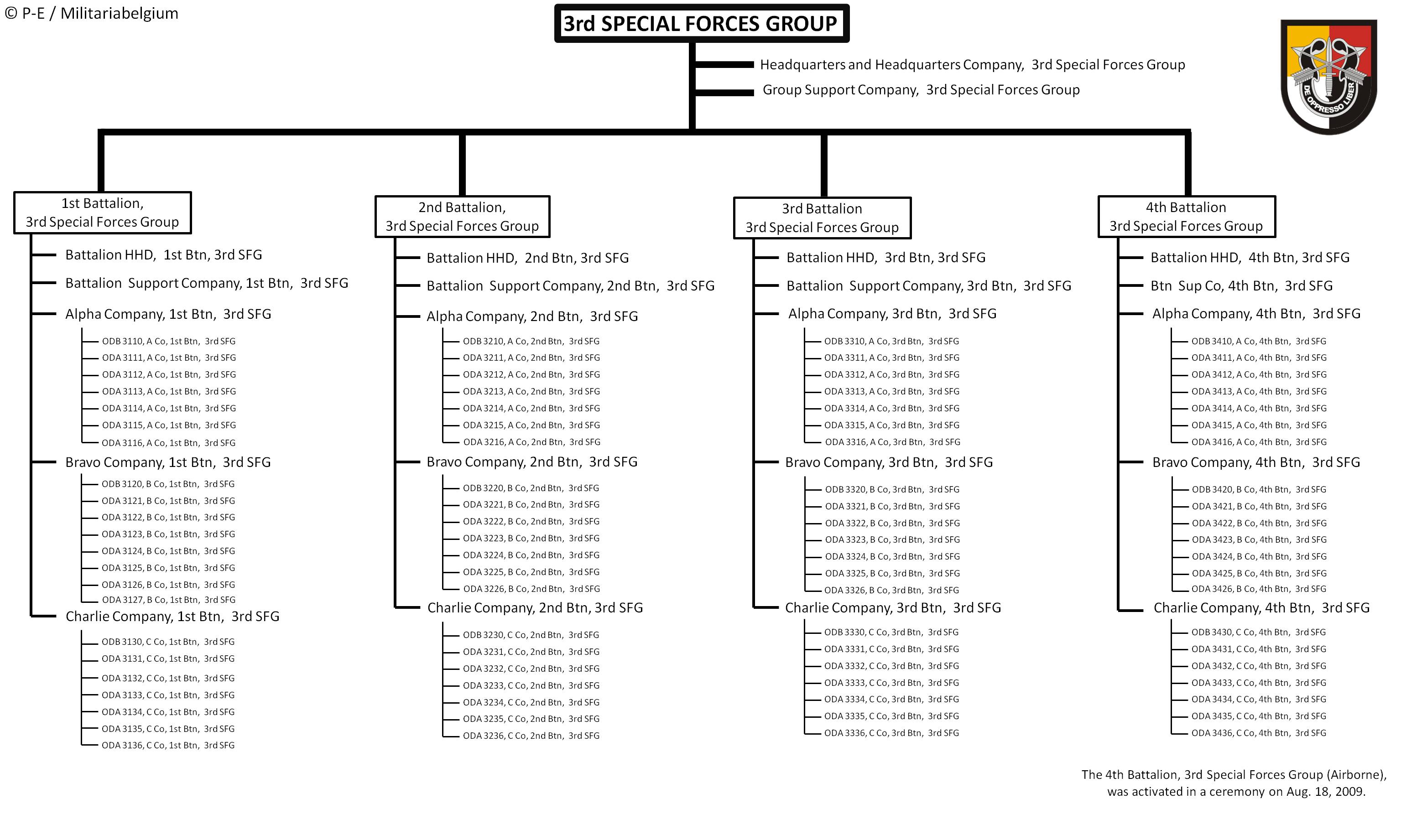
Current structure of the 3rd SFG(A)
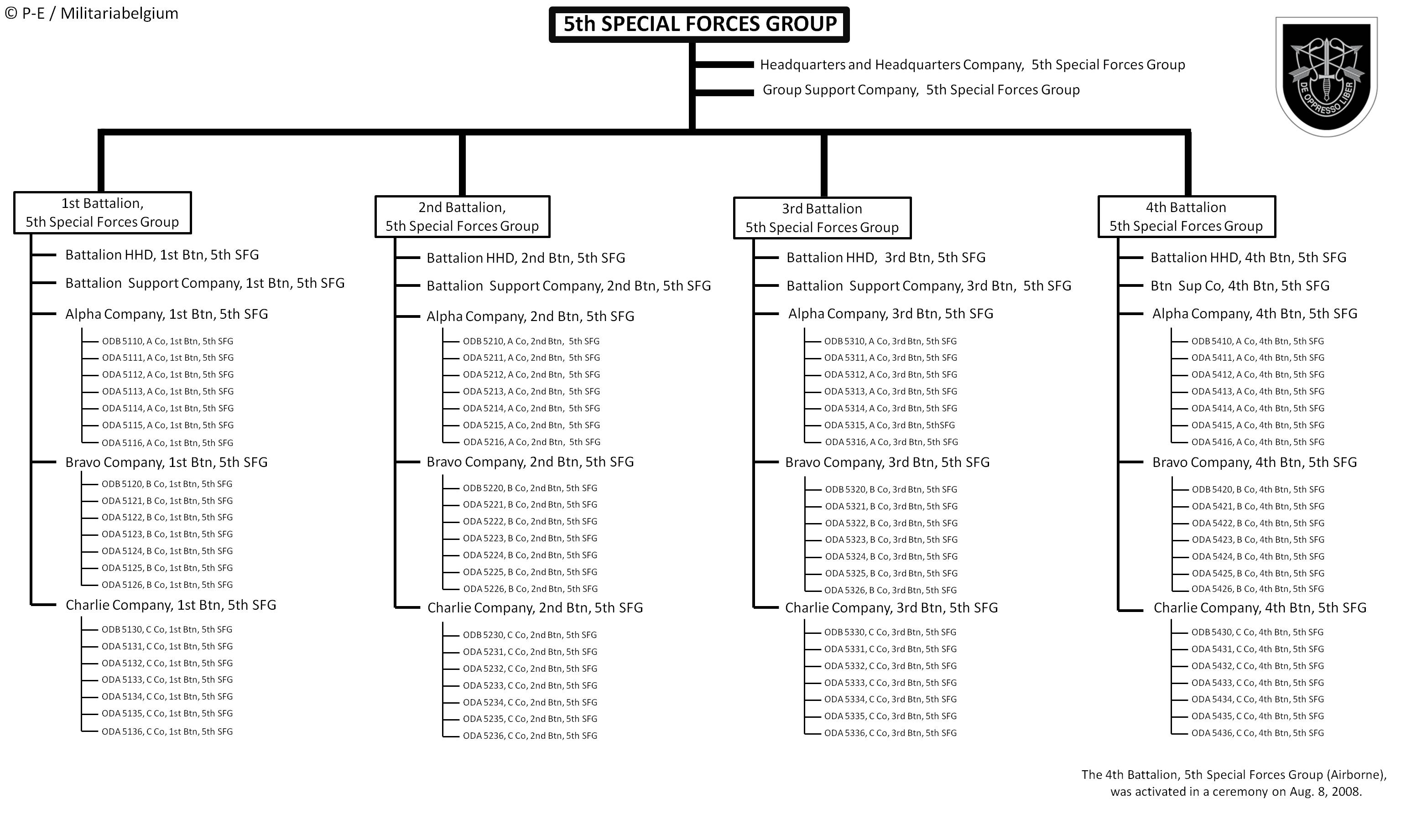
Current structure of the 5th SFG(A)
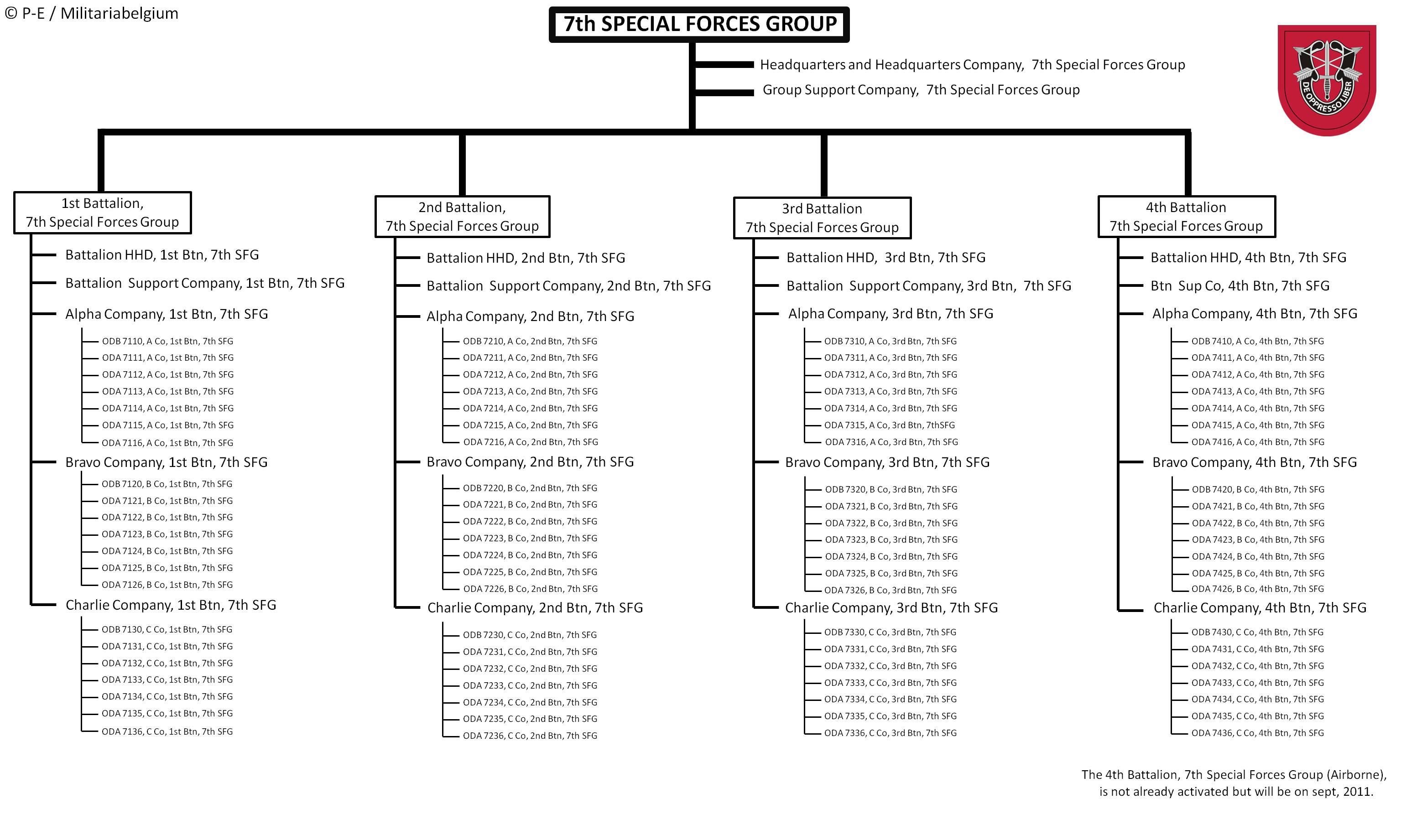
Current structure of the 7th SFG(A)
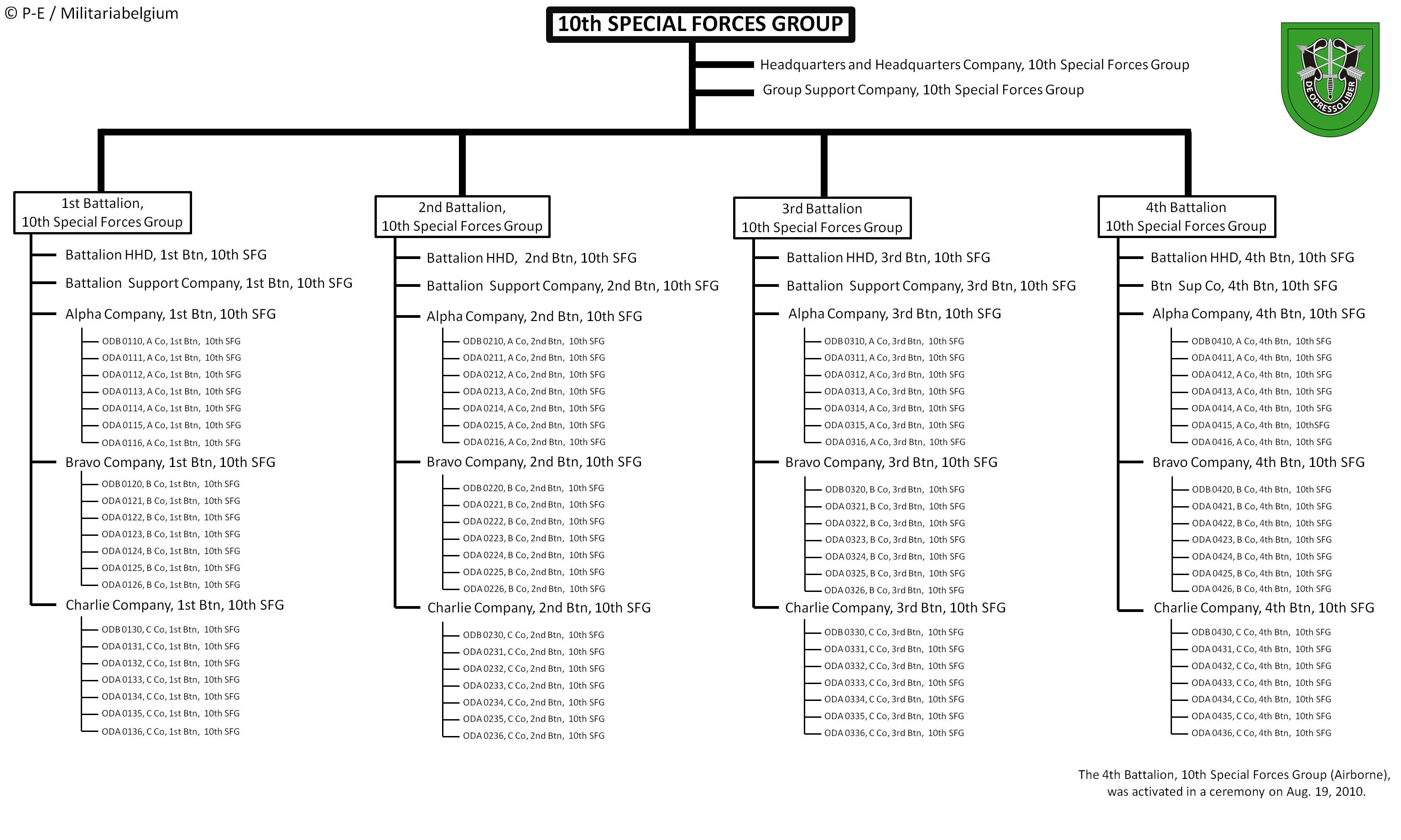
Current structure of the 10th SFG(A)
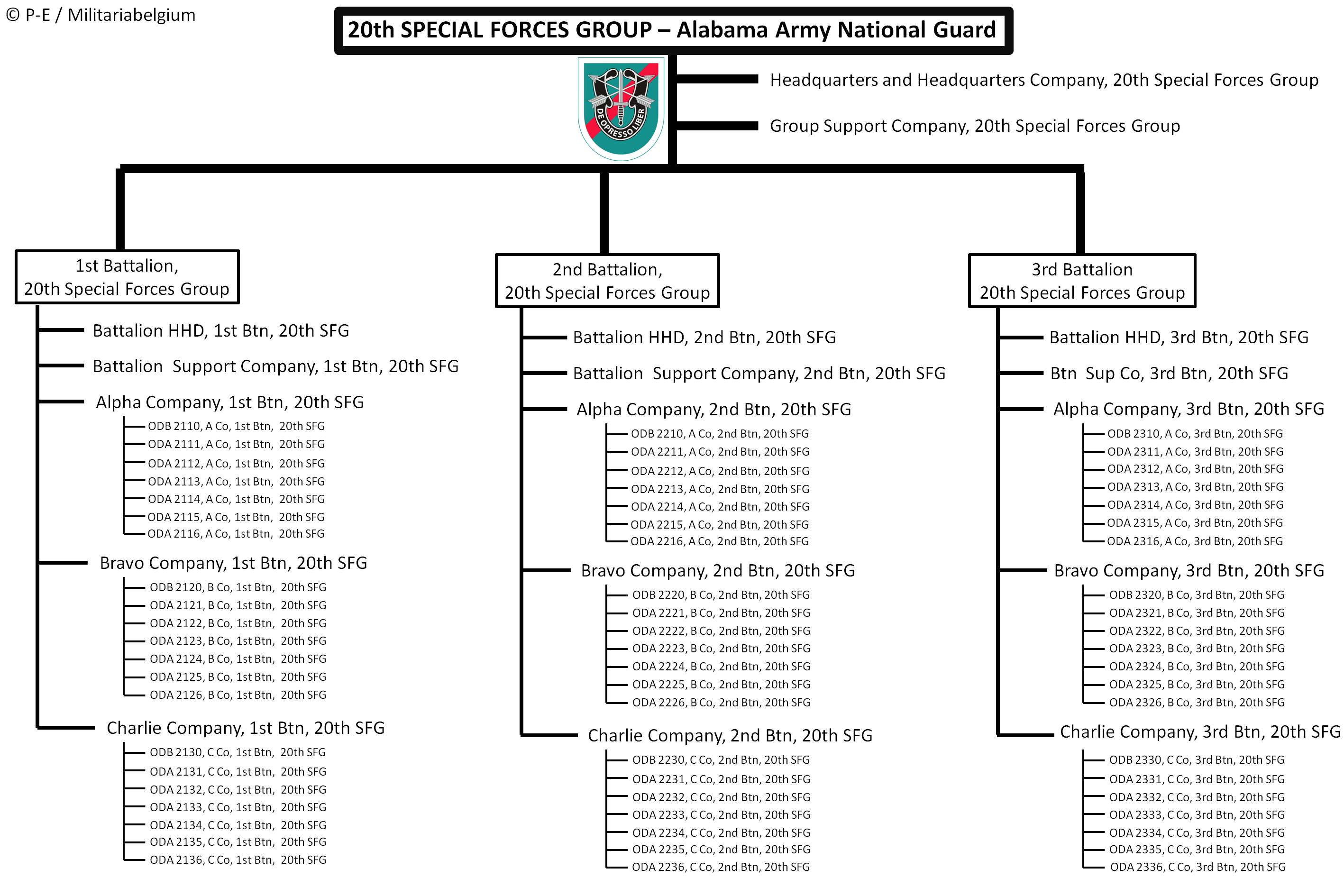
Current structure of the 20th NG SFG(A)

| 部队标识 | 特战群 |
| -------- | --- |
|          | 第1特种作战群 - 总部位于, 华盛顿州的路易斯–麥克喬德聯合基地下辖的第2、第3、第4特种作战营也被部署于此, 其第1特种作战营北前沿部署于冲绳的Torii Station.第1特种作战群负责太平洋地区的任务，也经常配属给太平洋司令部.                                            |
|          | 第2特种作战群 – 总部位于布拉格堡, 北卡罗来纳州.3SFGA理论上负责撒哈拉以南非洲（不包括东非的非洲之角地区）. 实际上,作为联合特种作战特遣队的一员，3SFGA下辖的两个特种作战营以每12个月为一个轮值周期，每次部署六个月于阿富汗                                     |
|          | 第5特种作战群 – 总部位于肯塔基州的Fort Campbell.5SFGA 负责中东地区, 波斯湾,中亚还有非洲之角地区 (HOA), 通常被配属给 中央司令部. 当前, 5SFGA和3SFGA一样，下辖的两个特种作战营作为联合特种作战特遣队的一部分，以每12个月为一个轮值周期，每次部署六个月于阿富汗 |
|          | 第7特种作战群 – 总部位于佛罗里达州 的埃格林空军基地.7SFG(A) 负责南美洲、中美洲、加拉比海地区和北美地区，配属给南方司令部或北方司令部). 目前, 7SFGA下辖的两个特战营作为联合特种作战特遣队的一部分，被部署于阿富汗。                                           |
|          | 第10特种作战群 – 总部和下辖的三个特战营驻扎于科罗拉多州的卡森堡,下辖的第1特战营被前沿部署在临近德国斯图加特的Panzer兵营.10SFGA理论上负责中欧、东欧、巴尔干半岛，以及北非和西亚地区的任务。                                                                   |
|          | 第19特种作战群 – 两个陆军国民警卫队特战群之一.总部位于犹他州的德雷珀，下辖部队被分散部署在 华盛顿州, 西维吉尼亚州, 俄亥俄州, 罗德岛州, 科罗拉多州, 加尼福尼亚州,以及德克萨斯州, 19SFGA作为现役特种作战群的后补，负责中东，欧洲、东南亚地区的任务             |
|          | 第20特种作战群 – 两个陆军国民警卫队特战群之一. 总部位于亚拉巴马州的伯明翰 下辖第1特战营驻扎于亚拉巴马州, 第2特战营驻扎于密西西比州, 第3特战营和SFGA配属部队配驻扎于北卡罗莱纳州. 20SFGA的任务区包括32个国家，包括拉丁美洲、加勒比海地区。                    |
|          | 已撤销的特战群 |
|          | 第6特种作战群 – 1963-1971年存在，曾经的现役（AD）特战群之一 |
|          | 第8特种作战群 – 1963-1972年存在. 负责训练拉丁美洲地区国家的反暴乱部队. |
|          | 第11特种作战群 – 1961到1994年存在. |
|          | 第12特种作战群 – 1961到1994年存在. |

## 選拔標準
有參與陸軍特種部隊選拔的人士必須滿足以下條件
- 男性，20至36歲之間。
- 美國公民。
- 高中學歷以上。

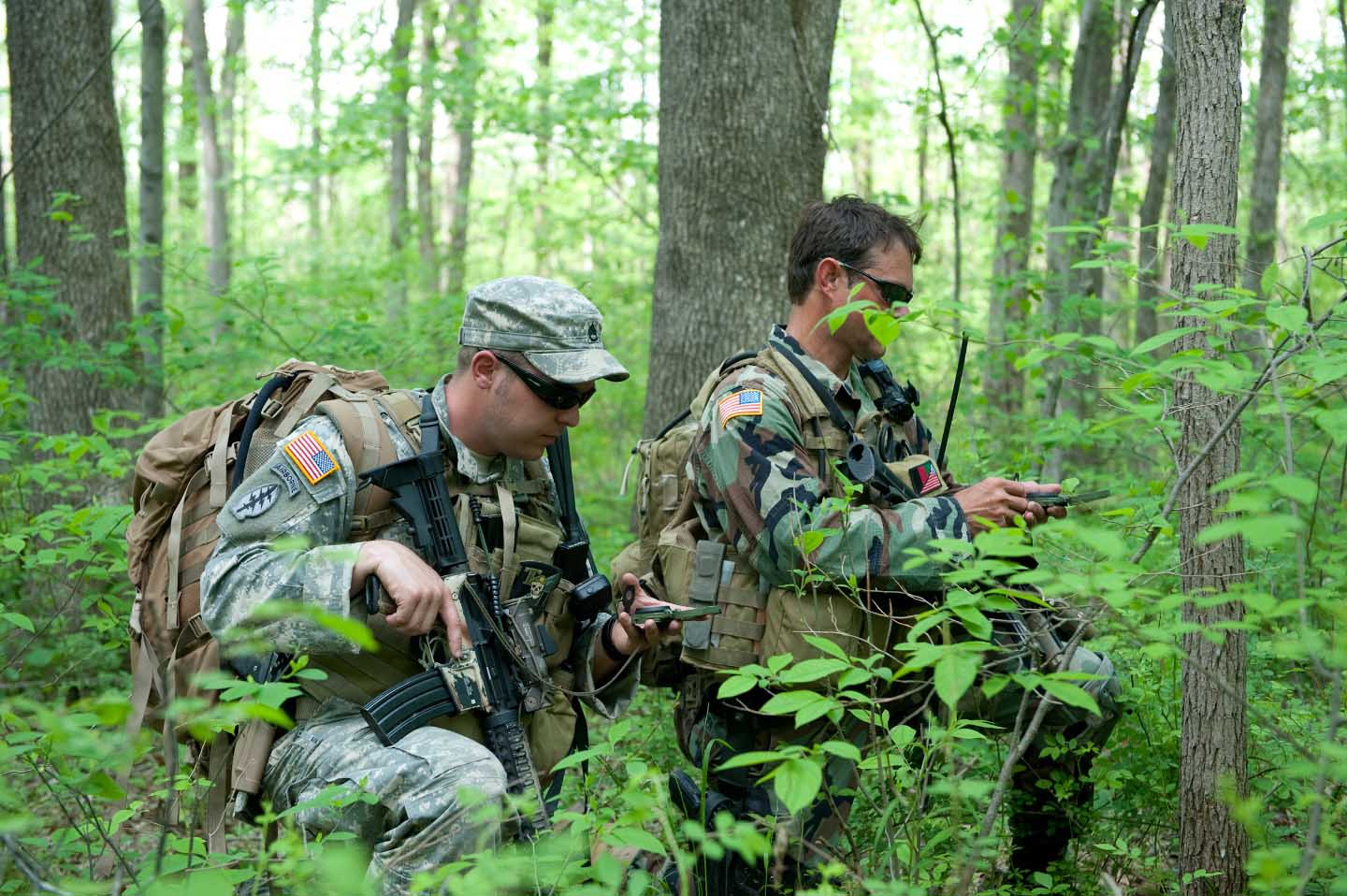
兩名第19特戰群第2營的士兵在野外進行非常規作戰訓練

- 在軍隊通用技術考試中得到107分以上或在軍隊戰鬥技能考試中得到98分以上。
- 志願參加並通過傘兵訓練。
- 必須通過身體健康評估，至少49次俯臥撑，59次仰臥起坐，6次引體向上，並在最多15分鐘12秒內跑2英里。
- 在每次陆军体能测试測試中得到不低於60分，累計不低於240分。
- 必須成功完成預選拔測試中的考核項目。
- 符合接觸機密級資訊條件的標準。
- 在美國陸軍特種部隊的選拔和培訓之前穿著靴子和陸軍作戰服游50公尺。
- 左右眼裸眼或矯正後視力不低於20/20。
- 擁有一年以上的高等教育經歷（此項非必備項）。

## 已知裝備

### 個人武器
| 類型             | 名稱            | 產地   | 說明                                                   |
| ---------------- | --------------- | ------ | ------------------------------------------------------ |
| 突击步枪戰鬥步槍 | M16A1／A2       | 美国   | 已退役                                                 |
| 突击步枪戰鬥步槍 | CAR-15系列      | 美国   | 已退役                                                 |
| 突击步枪戰鬥步槍 | M14             | 美国   | 已退役                                                 |
| 突击步枪戰鬥步槍 | M4A1            | 美国   | 現役步槍配搭SOPMOD Block II或URG-I套件                 |
| 突击步枪戰鬥步槍 | CQBR            | 美国   | -                                                      |
| 突击步枪戰鬥步槍 | Mk 17 Mod 0     | 比利时 | -                                                      |
| 狙击步枪         | M21 SWS         | 美国   | 已退役                                                 |
| 狙击步枪         | M25 SWS         | 美国   | 已退役                                                 |
| 狙击步枪         | M24 SWS         | 美国   | 已退役                                                 |
| 狙击步枪         | Mk 13 Mod 5     | 美国   | -                                                      |
| 狙击步枪         | M2010 ESR       | 美国   | -                                                      |
| 狙击步枪         | Mk 22 ASR       | 美国   | -                                                      |
| 狙击步枪         | M110 SASS       | 美国   | -                                                      |
| 狙击步枪         | LaRue OBR 7.62  | 美国   | -                                                      |
| 狙击步枪         | Mk 20 SSR       | 比利时 | -                                                      |
| 狙击步枪         | M107 SASR       | 美国   | 反器材步槍                                             |
| 轻机枪通用機槍   | M249 SAW        | 美国   | -                                                      |
| 轻机枪通用機槍   | M60             | 美国   | 已退役                                                 |
| 轻机枪通用機槍   | M240B           | 美国   | -                                                      |
| 轻机枪通用機槍   | Mk 48           | 美国   | -                                                      |
| 冲锋枪           | HK UMP          | 德国   | 有限地使用.40或.45口徑型                               |
| 霰彈槍           | M870            | 美国   | 破門用途                                               |
| 霰彈槍           | M1014           | 義大利 | -                                                      |
| 手槍             | M1911A1         | 美国   | 已退役                                                 |
| 手槍             | M9              | 義大利 | 已退役                                                 |
| 手槍             | 格洛克系列      | 奥地利 | 17、19                                                 |
| 手槍             | M17             | 美国   | 部分被裝上MP17 FLUX Raider轉換套件作為個人防衛武器使用 |
| 榴弹发射器       | M79             | 美国   | 已退役                                                 |
| 榴弹发射器       | 中國湖          | 美国   | 已退役                                                 |
| 榴弹发射器       | XM148           | 美国   | 下掛於各種突擊步槍下，已退役                           |
| 榴弹发射器       | M203            | 美国   | 下掛於各種突擊步槍下，已退役                           |
| 榴弹发射器       | M320            | 美国   | 下掛於各種突擊步槍下或單獨使用                         |
| 榴弹发射器       | Mk 13           | 比利时 | 下掛於各種突擊步槍下或單獨使用                         |
| 反裝甲武器       | M72 LAW         | 美国   | 一次性，用完即棄                                       |
| 反裝甲武器       | M136 AT4        | 瑞典   | 一次性，用完即棄                                       |
| 反裝甲武器       | FGM-148標槍飛彈 | 美国   | 自主導引，用完即棄                                     |

### 個人裝備
| 類型     | 名稱                        | 產地 | 說明                                                       |
| -------- | --------------------------- | ---- | ---------------------------------------------------------- |
| 作戰服   | 虎紋迷彩服                  | 美国 | 越戰期間廣泛使用                                           |
| 作戰服   | 美國林地迷彩戰鬥服          | 美国 | 已退役                                                     |
| 作戰服   | 沙漠迷彩制服                | 美国 | 已退役                                                     |
| 作戰服   | 陸軍作戰服（通用迷彩樣式）  | 美国 | 已退役                                                     |
| 作戰服   | Crye Precision G2 AC／G3    | 美国 | 通用迷彩樣式（已退役）、黑色、虎紋迷彩樣式及多地形迷彩樣式 |
| 作戰服   | Patagonia L9                | 美国 | 多地形迷彩樣式                                             |
| 戰術頭盔 | MICH-2000／2001／2002       | 美国 | 已退役                                                     |
| 戰術頭盔 | Ops-Core FAST Maritime      | 美国 | 卡其色塗裝                                                 |
| 戰術頭盔 | Ops-Core FTHS               | 美国 | 卡其色塗裝                                                 |
| 攜板背心 | Crye Precision AVS          | 美国 | 多地形迷彩樣式                                             |
| 攜板背心 | Crye Precision JPC／JPC 2.0 | 美国 | 多地形迷彩樣式                                             |
| 攜板背心 | Ferro Concepts Slickster    | 美国 | 黑色多地形迷彩樣式                                         |
| 抗噪耳機 | 3M Peltor Comtac III        | 美国 | -                                                          |
| 抗噪耳機 | Ops-Core AMP                | 美国 | -                                                          |
| 夜視儀   | AN/PVS-31                   | 美国 | -                                                          |
| 無線電   | AN/PRC-152                  | 美国 | -                                                          |
| 無線電   | MPU-5                       | 美国 | -                                                          |
| 其他     | 戰鬥刀                      | 美国 | -                                                          |
| 其他     | 手榴彈                      | 美国 | -                                                          |
| 其他     | M18A1闊刀地雷               | 美国 | -                                                          |

## 訓練
如果想成為隊員，必須完成步兵基礎訓練，再接受MOS（軍事職業專業）的訓練，取得證書。而且必须获得空降兵资质。之后才能参加陆军特種部隊的體能选拔，合格後才加入SFQC。SFQC訓練分兩個部分，合格後才能得到部隊隊員的資格，分配到各分隊。每日早上5時起床，接受嚴格的訓練長達半年。受訓者一視同仁，不會有士兵、士官、軍官等階級差異。由於訓練十分嚴格，淘汰率相當高。

## 流行文化

### 電影
- 《第一滴血》系列
- 《迫切的危機》
- 《戰略殺手》
- 《變形金剛》
- 《12猛漢》

### 遊戲
- 《綠色兵團》
- 《美國陸軍：特種部隊》[6]

## 外部連結
- 美國陸軍特種部隊官方網站 （页面存档备份，存于）
- 美國陸軍特種作戰司令部新聞 （页面存档备份，存于）
- 美國陸軍約翰甘迺迪作戰中心與學校
- 美國陸軍特種作戰司令部 （页面存档备份，存于）
- 特種部隊醫療探討從伊拉克與阿富汗的回家之路 （页面存档备份，存于）
- Army Enlisted Jobs: Field 18 Special Forces （页面存档备份，存于）